# Liste der Stadtoberhäupter von Triest

Stadtwappen von Triest

Bürgermeister (ital.: Sindaci, slow.: Župani) der nordadriatischen Hafenstadt Triest.

## Bürgermeister

### Vor 1850
Triest hatte vor 1850 wechselnde Bezeichnungen seiner Stadtoberhäupter. Seit dem Hochmittelalter besaßen die Bischöfe von Triest weltliche Macht in der Stadt, ab 1381 wurden unter habsburgischer Herrschaft erst Bürgermeister (podestà) bzw. Kapitäne (capitani), dann Statthalter (governatori) ernannt.

### Von 1850 bis 1919
Am 12. November 1849 wählte ein provisorischer Stadtrat eine Kommission, die den Entwurf eines Landesstatuts erarbeitete, das von der k.k. Regierung in Wien akzeptiert wurde. Mit kaiserlichem Patent Franz Josephs I. vom 12. April 1850 wurde das Statuto municipale di Trieste in Kraft gesetzt. Triest wurde reichsunmittelbare Stadt (città immediata dell'impero). Im Stadtrat von 1861 war der Bürgermeister gleichzeitig Vorsitzender des Landtags der Stadt mit dem Titel Landeshauptmann (italienisch capitano provinciale di Trieste).
| Amtszeit                  | Name                  | Lebensdaten   |
| ------------------------- | --------------------- | ------------- |
| 17. Oktober 1850 bis 1861 | Muzio de Tommasini    | 1794 bis 1879 |
| 1861 bis 1865             | Stefano de Conti      |               |
| 1865 bis 1869             | Carlo Porenta         | 1814 bis 1898 |
| 1869 bis Mai 1879         | Massimiliano d’Angeli | 1815 bis 1881 |
| 12. Mai 1879 bis 1891     | Ricardo Bazzoni       | 1827 bis 1891 |
| 1891 bis 1897             | Ferdinand Pitteri     |               |
| 1897 bis 1900             | Alfonso Dompieri      |               |
| 1900 bis 1909             | Luigi Sandrinelli     | 1846 bis 1922 |
| 1909 bis Mai 1915         | Alfonso Valerio       | 1852 bis 1942 |

Mit dem Kriegseintritt Italiens in den Ersten Weltkrieg wurde die Stadtverwaltung 1915 aufgelöst.

### Von 1920 bis 1944
Während der Zeit des Italienischen Faschismus trugen die Stadtoberhäupter Triests die Bezeichnung Präfekt (prefetto).

### Von 1945 bis heute
Während der anglo-amerikanischen Verwaltung des Freien Territorium Triest kam es 1949 zur ersten freien Wahl eines Bürgermeisters nach dem Zweiten Weltkrieg.
| Amtszeit                             | Name              | Lebensdaten   | Partei                      |
| ------------------------------------ | ----------------- | ------------- | --------------------------- |
| 18. Juli 1949 bis 17. September 1957 | Gianni Bartoli    | 1900 bis 1973 | Democrazia Cristiana        |
| 1958 bis 1966                        | Mario Franzil     | 1909 bis 1973 | Democrazia Cristiana        |
| 1967 bis 1977                        | Marcello Spaccini |               | Democrazia Cristiana        |
| 1978 bis 1983                        | Manlio Cecovini   |               | Partito Liberale Italiano   |
| 1983                                 | Deo Rossi         |               | Democrazia Cristiana        |
| 1983 bis 1986                        | Franco Richetti   |               | Democrazia Cristiana        |
| 1986                                 | Arduino Agnelli   |               | Partito Socialista Italiano |
| 1986 bis 1988                        | Giulio Staffieri  |               | Lista per Trieste           |
| 1988 bis 1992                        | Franco Richetti   |               | Democrazia Cristiana        |
| 1992 bis 1993                        | Giulio Staffieri  |               | Lista per Trieste           |
| 21. November 1993 bis 13. Mai 2001   | Riccardo Illy     | * 1955        | –                           |
| 24. Juni 2001 bis 30. Mai 2011       | Roberto Dipiazza  | * 1953        | Forza Italia                |
| 30. Mai 2011 bis 20. Juni 2016       | Roberto Cosolini  | * 1956        | Partito Democratico         |
| seit 20. Juni 2016                   | Roberto Dipiazza  | * 1953        | Dipiazza per Trieste        |